# Antepipona irakensis
Antepipona irakensis är en stekelart som beskrevs av Giordani Soika 1970. Antepipona irakensis ingår i släktet Antepipona och familjen Eumenidae. Inga underarter finns listade i Catalogue of Life.